# Arte finlandese
La storia delle arti figurative in Finlandia comincia dall'età preistorica ma l'arte finlandese riceve il suo carattere nazionale solo verso la fine dell'Ottocento all'arrivo delle idee nazionaliste dall'Europa e con il miglioramento delle condizioni esterne del paese.

## Preistoria

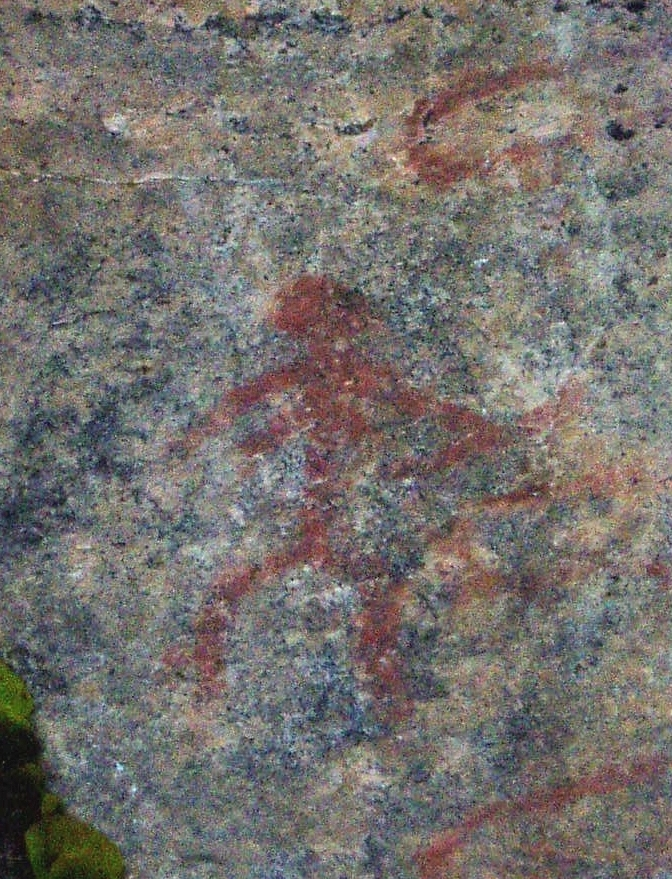
Tellervo di Asuva: una figura femminile con arco

D'arte dell'età preistorica finlandese ci sono giunte pitture sulla roccia, trovate in circa 125 luoghi in Finlandia, quasi esclusivamente sulle rocce vicino ai laghi. Le pitture sono fatte in ocra rossa e rappresentano figure di animali e di figure umani. Le pitture sono state datate al periodo che va dall'anno 5000 a.C. all'anno 1500 a.C. e attribuite alla cultura della ceramica a pettine.
Come arte si possono considerare anche le cosiddette armi a testa d'animale dell'epoca neolitica.

## L'arte ecclesiastica dal XV secolo al XIX secolo
La fase storica dell'arte finlandese inizia nel XIII-XIV secolo quando la Chiesa cattolica si stabilisce nel paese e s'inizia a costruire chiese in pietra decorate con pitture, sculture di legno e trittici d'altare. In questa fase iniziale gran parte del materiale è importato ma poco a poco comincia anche una produzione propria.
Durante il corso del XV secolo l'arte sacra conquista un carattere nazionale ma nel 1520-30 la riforma religiosa promossa dalle autorità svedesi interrompe l'evoluzione arrestando lo sviluppo delle arti figurative. Con luteranesimo le chiese diventano più ascetiche.
I modelli delle chiese medievali in pietra vanno cercati in Svezia e nei territori baltici a sud del Golfo di Finlandia ma le chiese finlandesi hanno raggiunto uno stile semplice e originale che non assomiglia a nessun forma stilistica storica tranne forse il romanticismo. Poco a poco si sono aggiunti elementi formali e decorazioni gotiche.  Gli interni delle chiese sono ornati delle pitture a secco realizzate dai maestri vaganti di ispirazione tedesca-baltica che comunque con tempo prendono forme locali. I motivi delle pitture sono evangelisti, santi etc.
Nelle località meno importanti si costruiscono chiese di legno. L'architettura ecclesiastica in legno vede la sua fioritura con la Riforma. Le chiese conservate rispecchiano l'architettura popolare e le correnti artistiche europee, il gotico tardo, il barocco e il neoclassicismo.

## L'inizio dell'Ottocento
Nel XIX secolo l'arte finlandese entra in contatto più stretto con le correnti artistiche europee e verso la metà del secolo inizia la storia più recente dell'arte finlandese. Grazie agli studi all'estero gli artisti assimilano influenze da diverse scuole come quella scandinava, tedesca e parigina. 
Sin dall'inizio c'è una voglia di sottolineare la propria originalità e indipendenza e quindi gli artisti trattano motivi patriottici, traggono spunto dall'epopea nazionale il Kalevala e dalla poesia popolare e descrivono il paesaggio originale della Finlandia.
L'arte ha un forte valore etico per gli artisti del paese che cominciano a sentire l'influenza delle idee nazionaliste europee e verso l'anno 1850 il paesaggista Werner Holmerg (1830-60) dichiara “Voglio dimostrare al mondo che anche la Finlandia può dare a se stessa una propria scuola artistica”, sogno che si realizza nel XX secolo. Sin dall'inizio l'arte non è solo un privilegio dei ceti sociali elevati ma ci sono anche tanti artisti d'origini umili.
Holmerg che riceve la sua formazione artistica in Germania, è seguito da un gruppo d'artisti chiamati “Scuola di Düsseldorf” fra cui Hjalmar Munsterhjem (1840-1905), Berndt Lindholm (1841-1914), Victor Westerholm (1860-1919) e la prima pittrice finlandese, Fanny Churberg (1845-92).
Altri famosi esponenti dell'arti figurative della prima metà dell'Ottocento sono i fratelli Wright, d'origine scozzese, che si sono distinti nella raffigurazione dei uccelli e paesaggi.
Importanti scultori dell'epoca sono Walter Runeberg (1838-1920) figlio del poeta nazionale Johan Ludvig Runeberg, e Johannes Takanen (1849-85) realizzatore di monumenti pubblici e ritratti.

## La fine Ottocento e l'epoca d'oro

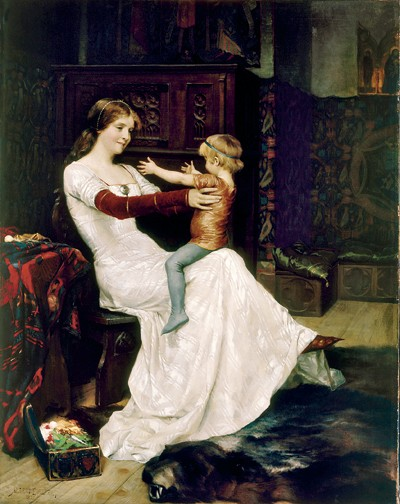
Albert Edelfelt:La regina Bianca (Kuningatar Blanka), 1877

Negli anni 1880-90 aumenta l'influenza di Parigi e arrivano gli ideali di realismo e la pittura all'aria aperta, una moda promossa da Albert Edelfelt (1854-1905), che porta l'arte finlandese definitivamente nell'ambito internazionale. Nel suo lavoro si uniscono i tratti tipici dell'epoca, il naturalismo francese e gli ideali patriottici. Lui apre le porte a Parigi anche ai suoi giovani colleghi. All'inizio Edelfelt voleva raffigurare i grandi eventi della storia della Finlandia ma poi è passato a descrizioni di popolo e ha realizzato ritratti di personaggi famosi come quello di Louis Pasteur nella collezione dello stato di Francia.
Un ritrattista e paesaggista che si forma sotto l'influenza di Edelfelt è Eero Järnefelt le cui raffigurazioni del popolo s'ispiravano alle teorie sociali di Tolstoj.
Anche una delle pittrici finlandesi più significative, Helene Schjerfbeck, comincia la sua carriera sotto l'influenza del realismo parigina dipingendo motivi infantili ma lo sviluppo del suo stile continua verso il simbolismo e ha nell'ultima fase addirittura un'aspirazione astratta. Tra le sue opere più famose sono gli autoritratti che presentano lo sviluppo dello stile della pittrice e il suo processo d'autoanalisi.

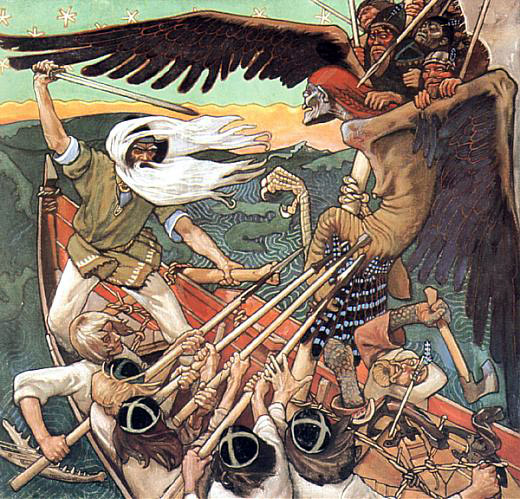
Akseli Gallen-Kallela, La difesa del Sampo (1896)

Il naturalismo parigino segna anche la prima fase del genio della pittura finlandese, Akseli Gallen-Kallela. Più importante per Gallen-Kallela è comunque la forma di naturalismo propriamente finlandese, carelianismo, corrente degli anni Ottanta dell'Ottocento, che cercava spunti dalla tradizione popolare, paesaggi e gente della Carelia nello spirito dell'epopea nazionale il Kalevala. La maggiore fama del pittore deriva appunto dalle opere d'ispirazione kalevaliana. Lo stile naturalistico dell'artista cambia con gli anni verso il simbolismo più adatto ai temi della poesia popolare. Infatti la moda simbolistica e la sua espressione sintetica e stilizzazione decorativa sono molto sentite anche dai realisti dell'epoca.
Una tappa importante per l'affermazione internazionale dell'arte finlandese e di Gallen-Kallela come artista è l'esposizione Mondiale di Parigi del 1890 dove l'artista dipinge affreschi nel padiglione di Finlandia.
Un paesaggista e autore delle raffigurazioni del popolo che ha studiato a Parigi con Paul Gauguin è Pekka Halonen (1865-1933) che ha saputo dipingere il paesaggio finlandese “con una grande suggestione pittorica e senso decorativo”.
L'artista finlandese più fortemente influenzato dal simbolismo è un allievo di Gallen-Kallela, Hugo Simberg (1873-1917). Nella sua arte Simberg crea un mondo fantastico e tratta temi di morte, elementi della natura personificati e temi religiosi.  La sua opera consiste di piccoli acquarelli, pitture a olio e acqueforti. 
Una sua opera nota di grandi dimensioni sono gli affreschi della cattedrale di Tampere.

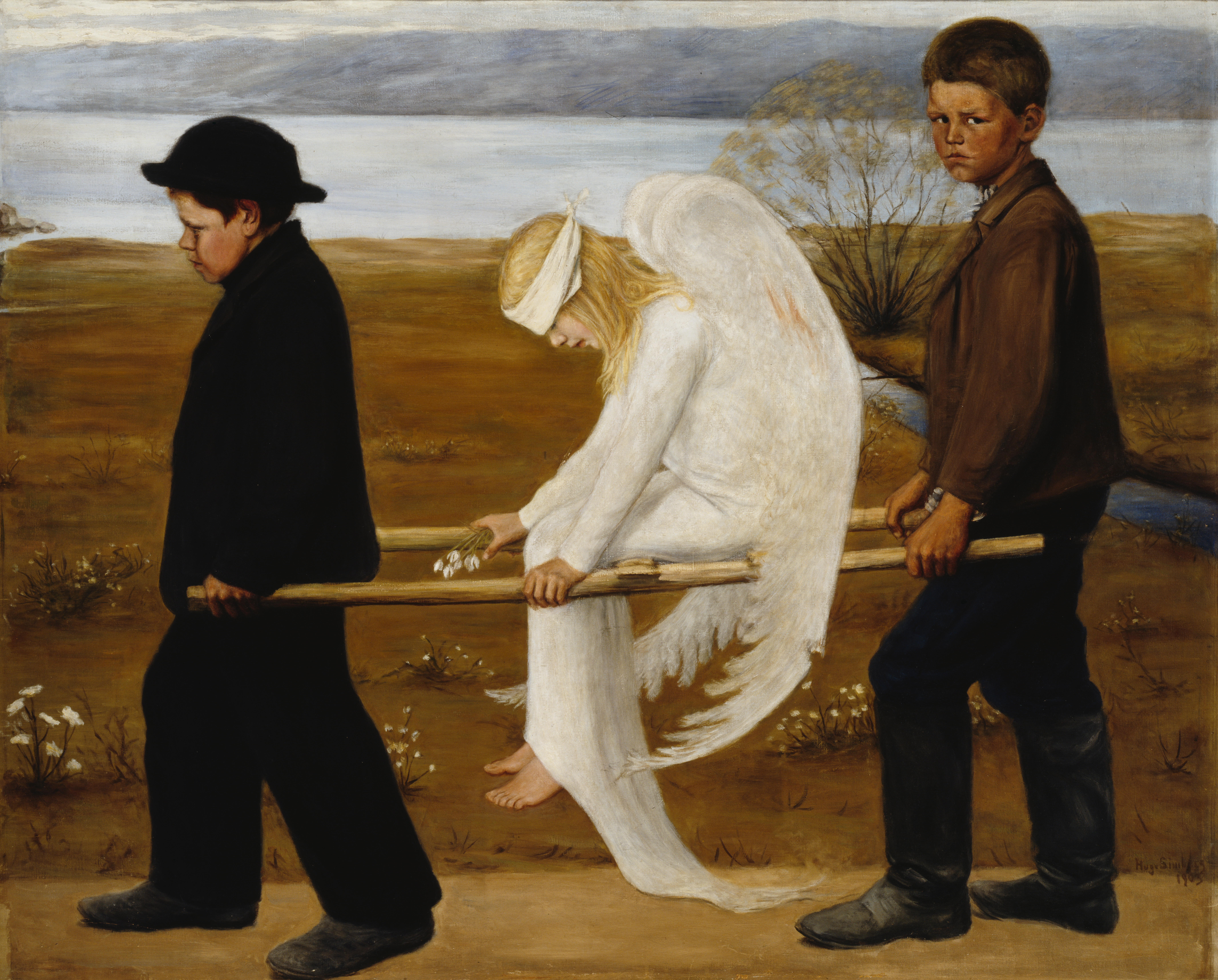
Hugo Simberg:L'Angelo ferito (1903) Ateneum di Helsinki

## La prima parte del Novecento
Un altro artista che ha contribuito per la cattedrale di Tampere  è Magnus Enckell (1870-1925) con l'affresco Risurrezione dei morti. Enckell è anche il fondatore di Septem, un gruppo di giovani artisti che rappresenta l'impressionismo finlandese e la prima mostra del quale ha luogo nel 1912. Del gruppo fanno parte tra gli altri Yrjö Ollila (1887-1932), Per Åke Laurén (1879-1951), Werner Thomé (1878-1953), Mikko Oinonen (1883-1956), Werner Åström (1885-1979), Uuno Alanko (1878-1964) e Ellen Tesleff (1869-1954). Per i membri Septem significava una rinnovamento dei colori che diventavano più forti e chiari alla maniera dei modelli francesi.
Contemporaneo a Septem è il gruppo del novembre. Anche se gli artisti di gruppo del novembre si opponevano a quelli di Septem, che si concentravano sui problemi di colore, la loro libertà artistica è in debito alla “liberazione dei colori” di Septem. Il gruppo del novembre cerca i suoi modelli tra gli espressionisti continentali.  Il capo del gruppo è Tyko Sallinen (1879-1955), pittore di ritratti e gruppi di popolo.
Al lavoro di Sallinen, van Gogh e Munch s'ispirava Jalmari Ruokokoski (1886-1936). Altri “novembristi” sono per esempio Marcus Collin (1882-1966), che usa spesso come punto di partenza un aneddoto che tratta in tono umoristico e grottesco e Alvar Cavén (1886-1935), che inizia la sua carriera con il cubismo per diventare poi più espressionistico.

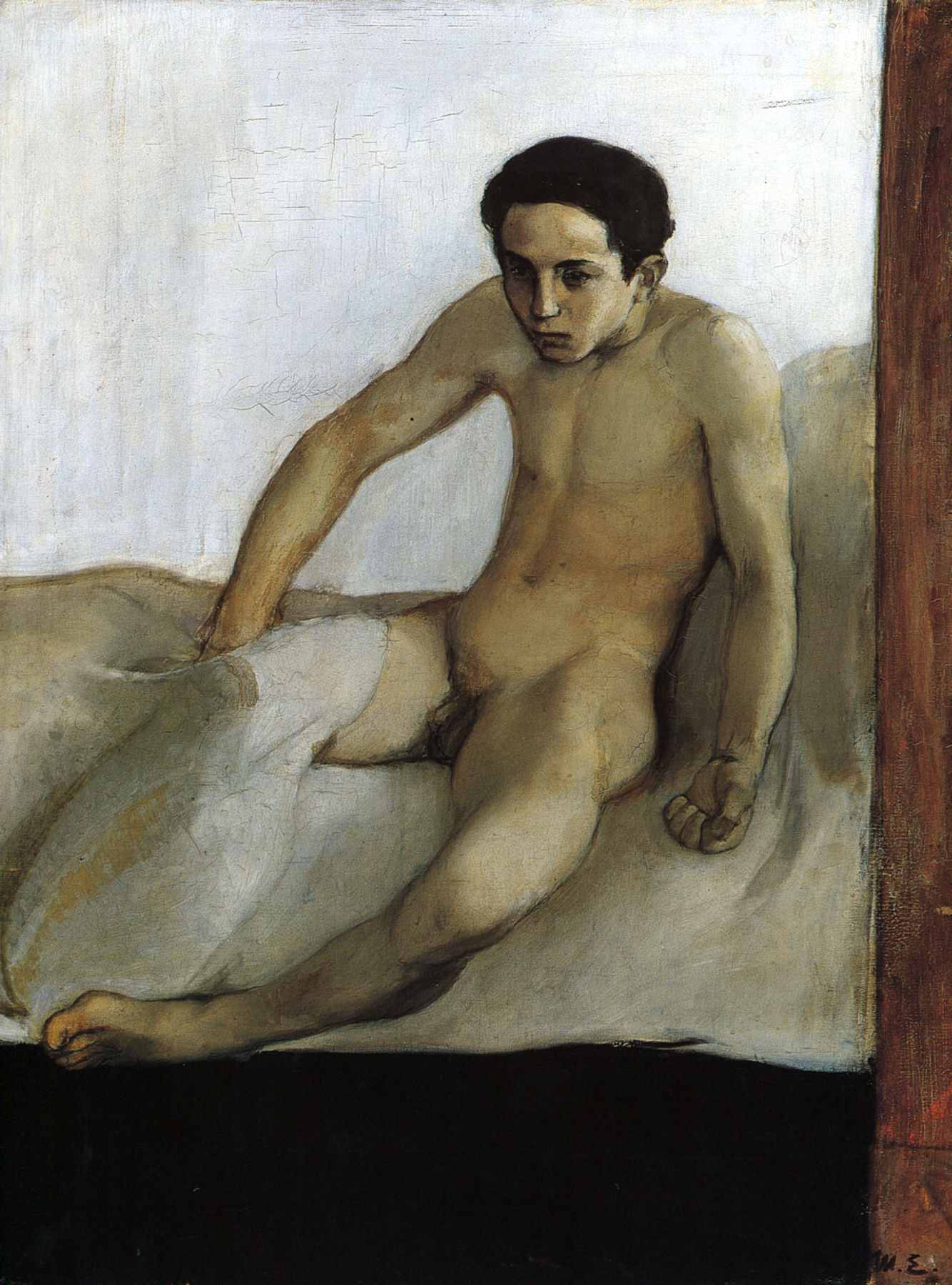
Magnus Enckell - "The raising"

Grazie a questi gruppi pionieri la base dell'arte finlandese diventa più ampia e dopo loro ci sono stati vari orientamenti e fenomeni.
All'inizio di Novecento si distinguono come scultori Emil Wikström (1864-1942),  realizzatore dei ritratti in bronzo di Akseli Gallen-Kallela, Viktor Malmberg, conosciuto per le sue piccole sculture in marmo, e Ville Vallgren (1885-1940), ammirato nell'ambiente parigino per le sue piccole modellature.
Rappresentanti del primitivismo sono Sulho Sipilä (1895-1949) e Väinö Kunnas, che porta i paesaggi urbani nell'arte finlandese.
Villiam Lönnberg e Erkki Kulovesi, artisti di formazione accademica, si sono interessati ai problemi di forma e colore.
Lennart Segerstråle a sua volta ha realizzato opere monumentali come gli affreschi "Finlandia" nella Banca di Finlandia a Helsinki. 
Wäinö Aaltonen (1894-1966) è notevole come pittore di tendenze cubistiche ma soprattutto come scultore che ha realizzato monumenti dei personaggi importanti come Aleksis Kivi, il primo romanziere finlandese, e il corridore Paavo Nurmi. Notevoli lavoratori del granito sono stati Jussi Mäntynen e Gunnar Finne.